# 南陽大橋
南陽大橋是台灣新北市汐止區跨越基隆河的一座重要橋樑。

## 簡介
南陽大橋是汐止區一座跨越基隆河兩岸，擁有夜間光雕景觀的無橋墩鋼拱橋梁，該橋是社后一帶的工業區與大同路的主要聯絡通道。

## 圖片集

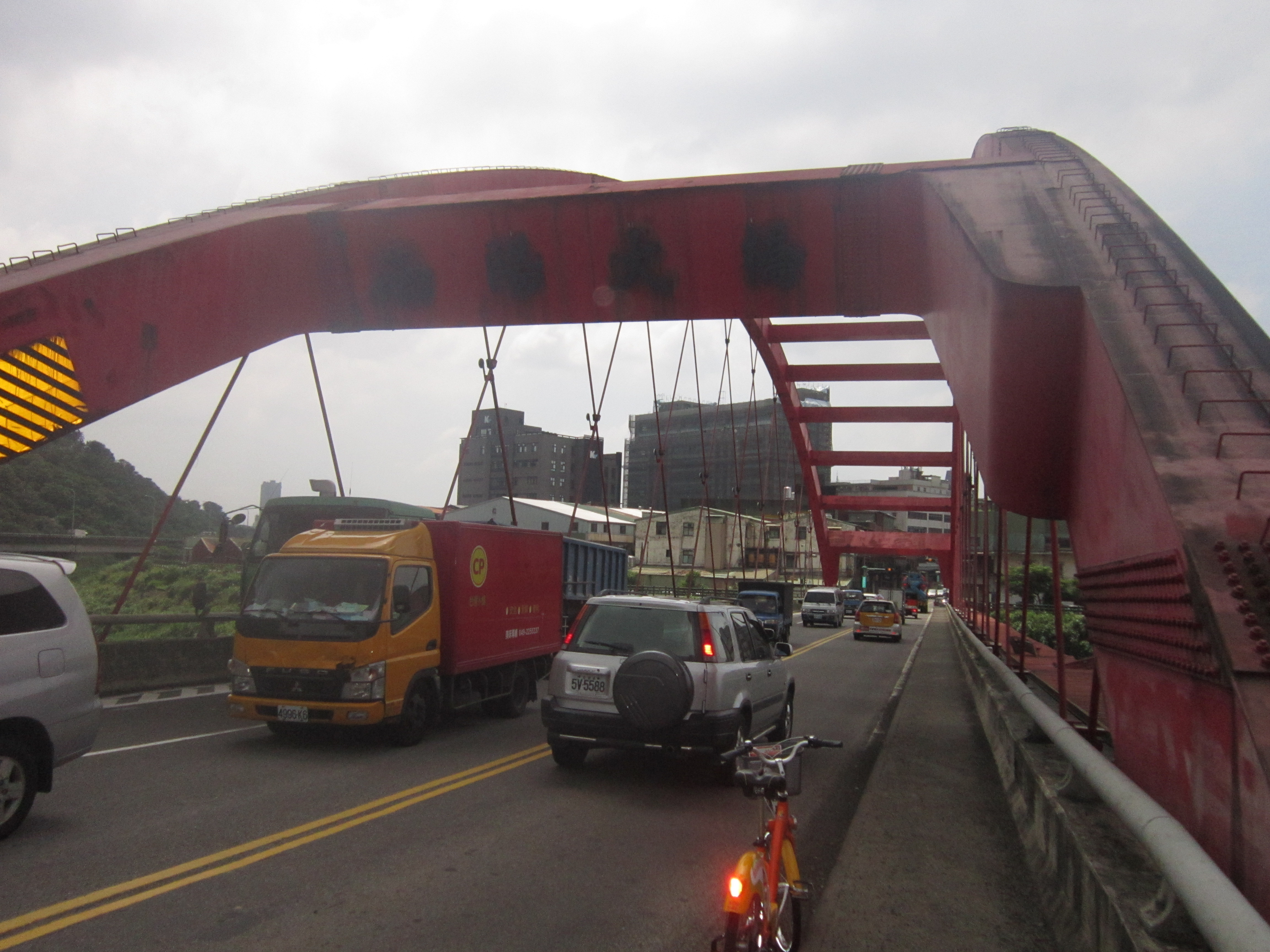
汐止南陽大橋(南往北)
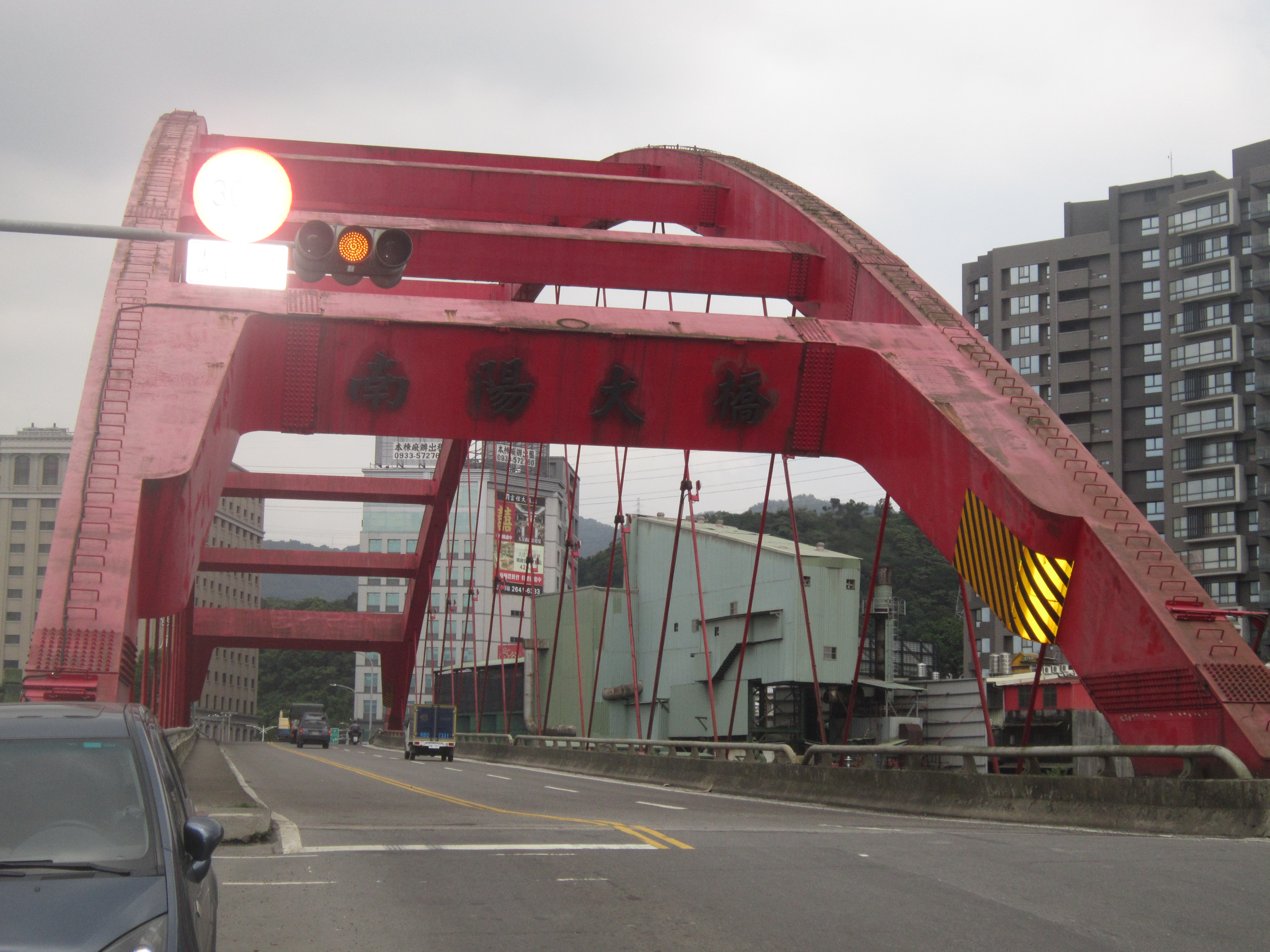
汐止南陽大橋(北往南)
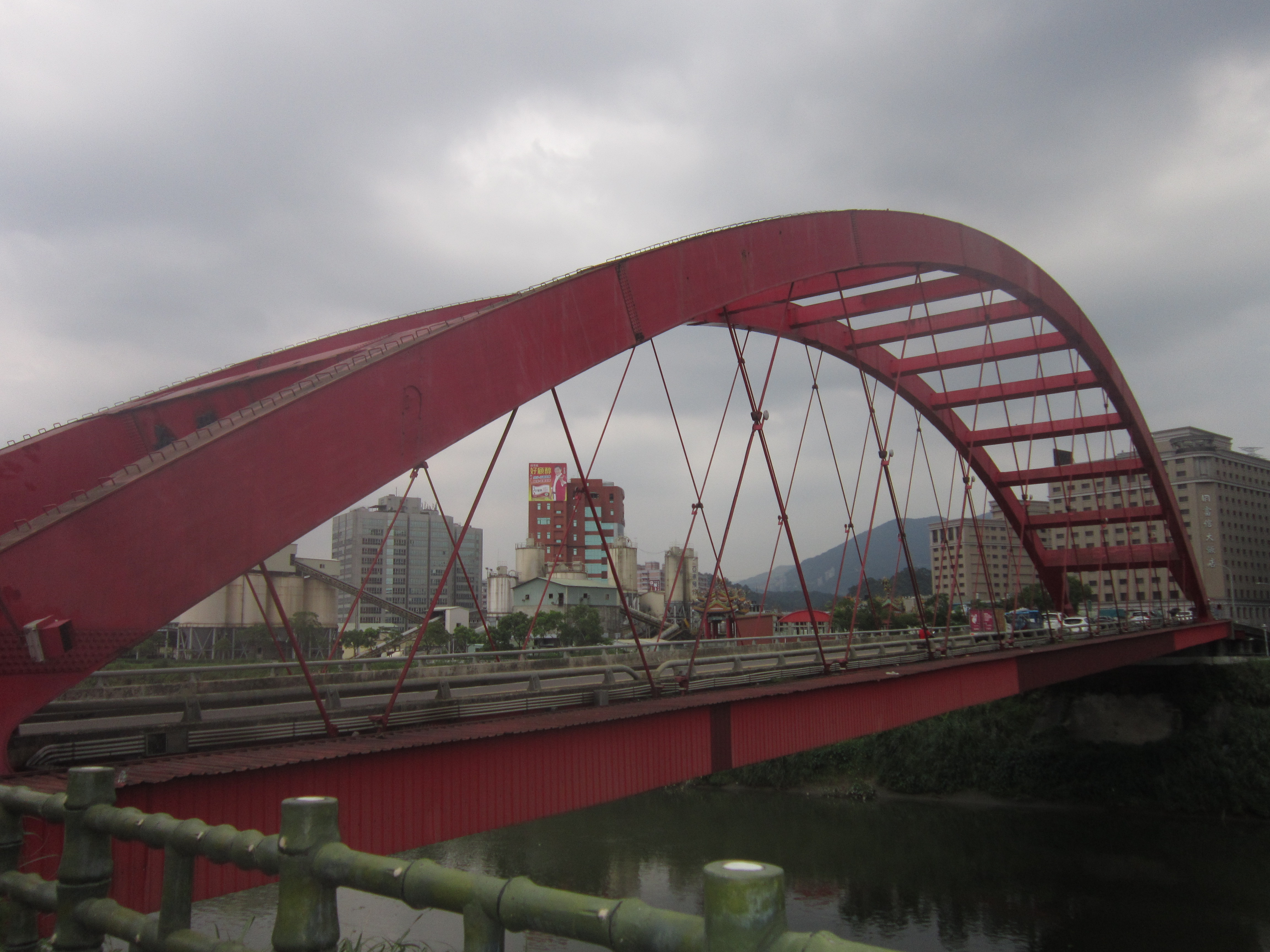
汐止南陽大橋側面一景